# Les Pots cassés (film)
Pour plus de détails, voir Fiche technique et Distribution.
Les Pots cassés est un film québécois réalisé par François Bouvier, qui est sorti en 1993.

## Synopsis
Marianne, une écrivaine de roman d'horreur, est rescapée des eaux après une tentative de suicide, par Gérald, un comédien qui se promène avec ses costumes de scène et qui vit aussi une peine. Robert, son mari est un homme d'affaires qui cache à sa femme, son désir de devenir romancier qui l'amène régulièrement à s'enfermer dans une chambre d'hôtel sur ses heures de lunch pour écrire. Le jour même, sa femme, qu'il appelle Annie, a brûlé son dernier roman, Le Pot aux roses qu'elle venait de terminer. Le manuscrit portait sur une femme qui tue son mari après avoir découvert qu'il mène une double vie.

## Fiche technique
- Titre original : Les Pots cassés
- Réalisation : François Bouvier
- Scénario : Gilles Desjardins
- Musique : Robert M. Lepage
- Direction artistique : Marie-Carole de Beaumont
- Décors : Patricia Christie
- Costumes : Gaétanne Lévesque
- Maquillage : Cécile Rigault
- Photographie : Philippe Lavalette
- Son : Serge Beauchemin, Claude Beaugrand, Michel Descombes, Luc Boudrias
- Montage : André Corriveau
- Production : François Bouvier
- Société de production : Les productions du lundi matin
- Sociétés de distribution : Allegro Films Distribution
- Budget : 1,6 million de dollars[1]
- Pays d'origine :  Canada
- Langue originale : français
- Format : couleur, 35mm DCP, format d'image 1:1
- Genre : drame psychologique
- Durée : 86 minutes
- Dates de sortie :
  - Russie : juillet 1993  (Festival international du film de Moscou)
  - Canada : septembre 1993  (Festival international de film Cinéfest Sudbury (en))
  - Canada : 24 septembre 1993  (sortie en salle au Québec)
  - Belgique : octobre 1993  (Festival international du film francophone de Namur)

## Distribution
- Gilbert Sicotte : Robert Constant
- Marie Tifo : Marianne Aimée
- Marc Messier : Gérald
- Louise Deslières : Céline
- Jean-Marc Parent : Roch
- Raymond Cloutier : Bertrand. l'éditeur de Marianne
- Suzanne Garceau : la libraire
- James Hyndman : Charles
- Bernadette Li : Lyly
- Hank Hum : le patron du restaurant chinois
- Jean-Marie da Silva : le vendeur
- Michel Frenette : l'accordéoniste

## Récompenses
- 1993 : Bayard d’or du meilleur film au 8e Festival international du film francophone de Namur
- 1993 : Prix du meilleur scénario au Festival international du film de Moscou remis à Gilles Desjardins